# Луи Вагнер
Луи Вагнер (на френски: Louis Wagner) е френски автомобилен състезател, спечелил първите стартове за Голямата награда на САЩ и Голямата награда на Великобритания. Участва и в състезанието за издръжливост 24-те часа на Льо Ман.

## Биография
Започва своята кариера в моторните спортове като механик в автомобилната фирма „Дарак“, малко по-късно и като състезател.
Още в първото си състезание, старт в белгийските Ардени, се класира на трето място в общото класиране и на първо в клас машини до 400 кг. В периода от 1903 до 1905 година се състезава за „Дарак“, печелейки през 1904 година престижната „Купа Бенет“, след което става официален пилот на италианската автомобилна компания Фиат. С автомобил на Фиат печели купата „Вандербилт“ и състезанието за Голямата награда на САЩ. През 1912 година става втори във Формула Мерцедес.
След края на Първата световна война се завръща в Торино и още в първото състезание завършва трети в състезанието за Голямата награда на Италия. Няколко месеца по-късно вече е пилот в друг италиански производител – Алфа Ромео.
Пилотира кола Ролан Пилен, екипирана от легендите в мотоспорта Антонио Аскари (баща на световния шампион във Формула 1 – Алберто Аскари) и неговия партньор Енцо Ферари. Завършва на четвърто място в Лион, Франция и на второ на пистата Монца.
През 1925 година, зад волана на Пежо, проявява благородна хуманност и спортсменство, спасявайки живота на изпадналия пред неговата кола, катастрофирал пилот. Рискувайки собствения си живот, излиза от трасето, за да окаже първа помощ на колегата си, губейки почти спечелената победа в състезанието „Тарга Фиорио“, на остров Сицилия.
На 44-годишна възраст, през 1926 година, спечелва второ място в състезанието за Голямата награда на Испания. Същата година завършва своята състезателна кариера, при това с победа, в състезанието за Голямата награда на Великобритания (споделена в тандем с Робърт Сенешъл). 
Умира в град Монтлери, през 1960 година, на 78-годишна възраст.